# Джейкобсон против Соединённых Штатов
Джейкобсон против Соединённых Штатов — решение Верховного Суда США относительно провоцирования на совершение преступлений. Суд оправдал жителя Небраски, осуждённого за заказ детской порнографии по почте, на том основании, что преступление было совершено под давлением, в результате неоднократных предложений.
Первое дело о провокации, не касавшееся оборота наркотических и ядовитых веществ, по недавно криминализованному преступлению. Редкий пример победы защиты перед консервативным судом, который обычно встаёт на сторону обвинения.

## Обстоятельства

### Предпосылки. Запрет на детскую порнографию и ранние прецеденты
До конца 1970-х в США не имелось законов, специально направленных против производства, распространения и хранения детской порнографии и она была вполне доступна. Большая часть материалов соответствующего характера импортировалась из Европы, где процветало её производство, часть производилась внутри страны.
Раскрытие темы в СМИ и последовавшее общественное возмущение привело к единогласному принятию Конгрессом англ. Sexual Exploitation of Children Act of 1977, который ввёл уголовную ответственность за производство и продажу детской порнографии. Акт был подписан президентом Джимми Картером 6 февраля 1978 года. Закон был единогласно подтверждён Верховным судом в решении по делу штата Нью-Йорк против Фербера (458 U.S. 747 (1982)). Суд постановил, что правительство может запрещать изображения детей, даже если они не удовлетворяют критериям непристойности, поскольку необходимость защиты детей позволяет пренебречь первой поправкой.
Вскоре англ. Sexual Exploitation of Children Act of 1977 был дополнен законом о защите детей англ. Child Protection Act of 1984, который криминализовал покупку порнографических изображений несовершеннолетних по почте, хранение таких изображений на том основании, что их производство поощряет нарушение прав детей. Либертарианцы выражали опасение, что закон может привести к преследованию людей, не имеющих никакого отношения к детской эротике и порнографии, например, родителей, снимающих купающихся детей.
Воплощение закона в жизнь шло успешно. Правоохранительные органы к середине 1980-х почти полностью уничтожили производство детской эротики и порнографии в США. Правоохранительные органы активно провоцировали покупателей, в этом отношении государство было одним из самых крупных игроков на рынке.

## Арест Кейта Джейкобсона
В январе 1985 года инспекторы почтовой службы в штатах Великих Равнин начали серию провокаций, получившую название «операция Зеркало». По заявлению главного инспектора, Рея Мэка, операция имела информационных характер и имела целью сбор сведений о производителях и потребителях. Лицам, заказывавшим подобные материалы, когда они не были запрещены, рассылались письма. Среди адресатов подобных писем был и 56-летний холостяк, бывший военный Кейт Джейкобсон. Джейкобсон жил с престарелыми родителями в Ньюман Гроув в Небраске. За год до этого он заказывал журналы «Bare Boys I» и «Bare Boys II» («Голые мальчики») в магазине для взрослых в Сан-Диего, Калифорния.
Джейкобсону прислали письмо от несуществующей организации «Американское гедонистическое общество», якобы созданного для защиты права «читать, что мы хотим, право обсуждать наши общие интересы с теми, кто разделяет нашу философию, и наконец, право искать наслаждение без ограничений накладываемых устаревшим пуританским обществом.» К письму прилагалась анкета об интересах вроде педофилии и эфебофилии. Джейкобсон признался в повышенном интересе во втором, но высказался против первой.
Некоторое время спустя, уже в рамках операции направленной против покупателей, Джейкобсон снова попал в поле внимания органов. В мае 1986 года ему прислали ещё одно письмо, на этот раз от имени другой вымышленной организации — Midlands Data Research, «верящих в радости секса и полной осведомлённости похотливых и юных парней и девиц неопытного возраста» («believe in the joys of sex and the complete awareness of those lusty and youthful lads and lasses of the neophite [sic] age»)
Джейкобсон признался им, что интересуется «сексуальностью подростков», запросил подробности и просил сохранить его имя в секрете. В результате он получил письмо от «Heartland Institute for a New Tomorrow» (HINT). Организация ставила своей целью «защиту и развитие половой свободы и свободы выбора. Мы считаем, что произвольные законы, ограничивающие свободу личной жизни должны быть отменены законным путём». Джейкобсон проявил солидарность организации, в ответных письмах содержалась критика «правых фундаменталистов».
Вместе с благодарственным письмом от представителя HINT был прислан список сторонников организации со схожими интересами, но Джейкобсон никому из них не писал. Несколько попыток вытянуть признание через переписку не увенчались успехом.
Попытки были возобновлены в марте 1987 года, когда Таможенная служба США отправила нескольким людям, включая Джейкобсона. аналогичный пробный материал, предположительно из Канады, и он ответил. В ответ ему прислали каталог Дальневосточной торговой компании и материалы критикующие нарушение половой свободы. На этот раз Джейкобсон заказал печатную продукцию «Boys Who Love Boys» (мальчики, любящие мальчиков), согласно каталогу содержащего изображения «11 и 14-летних мальчиков… во всех мыслимых позициях… Оральный, анальный секса и мастурбация… Если вы любите мальчиков… доставит вам наслаждение».
16 июня 1987 года Джейкобсон получил извещение о прибытии заказа. После того, как он пришёл за заказом, был получен ордер на обыск в его доме и вскоре он был арестован. Операция заняла 26 месяцев.

## Суд
Джейкобсону предъявили обвинение в умышленном получении по почте эротических изображений несовершеннолетнего в сентябре. На суде, его адвокат сделал акцент на примерный послужной список, военную награду (Бронзовая звезда), службу в Корее и Вьетнаме и отсутствие судимости, не считая судимости за вождение в пьяном виде в 1958 году. Стратегия защиты была построена на провокации.
На суде Джейкобсон заявил, что был удивлён и шокирован содержанием «Голых мальчиков» и что он не ожидал увидеть фотографии настолько юных мальчиков.

"Я думал, что это были нудистские материалы. Многие фотографии были сняты в сельской местности или на открытом воздухе. В них не было — я не видел в них эротического подтекста. " Оригинальный текст (англ.)I thought these were a nudist type publication. Many of the pictures were out in a rural or outdoor setting. There was - I didn't draw any sexual connotation or connection with that 

Коллегия присяжных признала его виновным в апреле 1988 года. Он был приговорён к 3 годам лишения свободы условно, с двухлетним испытательным сроком и к 250 часам общественных работ. Общественные работы он отбыл в библиотеке и за покраской школьного автобуса. Чтобы оплатить юридические услуги/адвокатов, ему пришлось продать принадлежащую ему долю фермы. Кроме того, он был уволен с работы — он работал водителем школьного автобуса.

## Апелляция
Коллегия из трех апелляционных судей заслушала дело в Апелляционном суде восьмого округа. 12 января 1990 года старший судья Джеральд Хини и главный судья Дональд Лэй отменили обвинительный приговор на том основании, что у правительства не было достаточных оснований полагать, что Джейкобсон, вероятно, купит материалы, которые оно ему предлагало. Judge George G. Fagg said in dissent that his colleagues had «declared war on the government’s power to initiate undercover investigations» and that reasonable suspicion need not be present for such operations to take place. Судья Джордж Г. Фэгг заявил, что его коллеги «объявили войну власти правительства инициировать тайные расследования» и что для проведения таких операций не обязательно наличие разумных подозрений.
Лэй и Хини были единственными несогласными и написали разные мнения, основанные на двух разных основаниях. Первый утверждал, что Джейкобсон на самом деле не проявлял «предрасположенности» к нарушению закона на протяжении всей своей жизни, поскольку единственными известными предыдущими покупками и основанием для веры прокуроров были покупки, которые он совершил в то время, когда это было юридическим актом; Таким образом, Лэй пришел к выводу, что без доказательств предварительного намерения нарушить закон таким образом он попал в ловушку. Несогласие последнего было похоже на исходное мнение комиссии, утверждавшей, что у правительства нет разумных оснований полагать, что Джейкобсон будет покупать детскую порнографию. Он также назвал следственную тактику достаточно возмутительной, чтобы оправдать отмену: «На мой взгляд, правительственное расследование и судебное преследование Джейкобсона равносильны преднамеренной фабрикации преступления, которое никогда бы не произошло, если бы Почтовая служба не усердно его создавала».